# Montgon
 Montgon  es una población y comuna francesa, en la región de Champaña-Ardenas, departamento de Ardenas, en el distrito de Vouziers y cantón de Le Chesne.
Está integrada en la Communauté de communes de l'Argonne Ardennaise.

## Demografía
| 268 | 249 | 296 | 299 | 448 | 438 | 428 | 440 | lac. | lac. | 351 | 341 | 374 | 323 | 346 | 339 | 311 | 265 | 202 | 207 | 177 | 150 | 139 | 135 | 157 | 170 | 176 | 176 | 141 | 116 | 97 | 97 | 80 | 75 |
| Para los censos de 1962 a 1999 la población legal corresponde a la población sin duplicidades (Fuente: INSEE [Consultar]) |     |     |     |     |     |     |     |      |      |     |     |     |     |     |     |     |     |     |     |     |     |     |     |     |     |     |     |     |     |    |    |    |    |